# Damaszener Erklärung
Die Damaszener Erklärung für den demokratischen Wandel in Syrien (französisch Déclaration de Damas) ist ein Dokument aus dem Jahre 2005, das die meisten oppositionellen Kräfte in Syrien vereint. Es beinhaltet die wichtigsten Elemente eines umfassenden Planes für den demokratischen Wandel in Syrien und Vorschläge zur Beendigung des autoritären politischen Systems.

## Inhalt
Die Damaszener Erklärung ist die erste Erklärung der Opposition innerhalb des syrischen Staatsgebietes seit dem Damaszener Frühling, nachdem solche Erklärungen früher allein aus der Opposition von außerhalb Syriens abgegeben wurden.
Sie stellt einen Kompromiss zwischen verschiedenen Kräften der säkularen nationalen Parteien und der syrischen Muslimbruderschaft dar. Der Islam als Mehrheitsreligion in Syrien wird daher in seiner Bedeutung betont, gleichzeitig wird auch die umfassende Gleichheit der Bürgerrechte aller syrischen Bürger ungeachtet ihrer ethnischen oder religiösen Zugehörigkeit hervorgehoben.
Betont wird ebenfalls die Notwendigkeit, eine gerechte Lösung der Kurdenfrage in Syrien zu finden, obwohl keine eindeutige Position formuliert wird, wie eine Lösung aussehen müsste. Dies wird dadurch erklärt, dass die Unterzeichner der Damaszener Erklärung noch kein Mandat des syrischen Volkes hätten, solche Themen mit der kurdischen Minderheit zu diskutieren. Es wird jedoch die Absicht bekundet, dieses Problem durch Verhandlungen und Dialog zu lösen, sobald sich eine demokratische Regierung in Syrien formieren konnte.

## Unterzeichner
Die Damaszener Erklärung wurde im Oktober 2005 von der Nationalen Demokratischen Sammlung in Syrien, dem Kurdischen Demokratischen Bündnis in Syrien, den Ausschüssen zur Wiederbelebung der Zivilgesellschaft, der Kurdischen Demokratischen Front in Syrien, der Partei der Zukunft, dem syrischen Komitee für Menschenrechte sowie von mehreren bekannten unabhängigen Persönlichkeiten unterzeichnet, wie die kurz zuvor freigelassenen Oppositionellen Riad al-Turk und Riad Seif, der muslimische Denker Dschawdat Said, Abdul Razzaq Eid, Samir Naschar, Fida Akram al-Hourani, Adel Zkar, Abdel-Karim Dahhaak, Ibrahim Makhous, der Rechtsanwalt Haitham Maleh und Nayef Qaysip.
Von ihrer Seite kündigte die in London ansässige Gruppe der Muslimbrüder in Syrien unter der damaligen Leitung von Ali Bajanuni ihre völlige Unterstützung für die Damaszener Erklärung an.